# LinuxChix
LinuxChix — сообщество Linux, ориентированное на женщин. Оно был создано для оказания технической и социальной поддержки женщинам, пользующимся Linux, хотя мужчин также поощряют к участию. Члены сообщества называются на английском «Linux chick» (в единственном числе) и «LinuxChix» или «Linux Chix» (во множественном числе) независимо от пола.

## История
Сообщество LinuxChix было основано в 1999 году Деб Ричардсон, которая была техническим писателем и веб-мастером в консалтинговой фирме с открытым исходным кодом. Она основала LinuxChix, чтобы создать альтернативу «менталитету раздевалки» некоторых других групп пользователей Linux и форумов. Есть два основных правила: «будь вежливым» и «будь услужливым».
LinuxChix начинался как список рассылки электронной почты grrltalk. Рост этого списка рассылки привел к созданию других списков рассылки, начиная с techtalk для технических обсуждений и вопросов для обсуждения политических проблем женщин. LinuxChix привлекло внимание, когда ZDNet опубликовал о нем статью, которая впоследствии была размещена на Slashdot.

## Лидерство и структура
Деб Ричардсон курировала деятельность LinuxChix до 2001 года, когда она передала глобальную координацию и хостинг программисту и писателю из Мельбурна Дженн Весперман. Дженн Весперман руководила сообществом в основном без собственного вмешательства, делегируя почти все задачи, включая администрирование списков рассылки и обслуживание веб-сайта, группе добровольцев. За время пребывания Дженн Весперман во главе LinuxChix количество списков рассылки утроилось, в связи с появлением списка рассылки newchix для новичков в Linux, списка рассылки курсов, используемого LinuxChix для обучения друг друга конкретным темам, и списка рассылки только для grrls (единственный список, закрытый для мужчин-подписчиков), основанную Валом Хенсоном в 2002 году. Примерно в то же время был создан IRC-сервер LinuxChix.
Термин LinuxChix относится к организации, сосредоточенной на официальном веб-сайте, списках рассылки и каналах IRC. У организации нет официального статуса, и название используется другими свободно связанными группами, включая несколько местных, континентальных и национальных отделений, которые действуют независимо.
В марте 2007 года Дженн Весперман объявила, что уходит с поста координатора, и предложила выдвинуть кандидатуру нового лидера. Мэри Гардинер была объявлена новым координатором в апреле 2007 года, планируя выполнять функции координатора до 2009 года, однако она ушла в отставку в июне 2007 года. В настоящее время организацию возглавляют три ведущих добровольца, известных как «Tres Chix», которые избираются всенародным голосованием. В августе 2007 года на эти должности были избраны Суламиита Гарсия, Аккана Пек и Карла Шредер.

## Региональные отделения
LinuxChix имеет более 15 региональных отделений по всему миру. В 2004 году в Африке было основано отделение. В марте 2007 года, в Международный женский день, два отделения LinuxChix в Австралии объединились, чтобы сформировать общенациональное отделение под названием «AussieChix». Отделение в Новой Зеландии было создано в феврале 2007 года.

## События
Некоторые местные отделения LinuxChix проводят регулярные встречи. Другие встречаются только по особым случаям, например, при посещении неместными участниками или в связи с техническими конференциями. В 2007 году члены сиднейского отделения организовали мини-иконку LinuxChix на linux.conf.au в Университете Нового Южного Уэльса. Мероприятия проводятся по другим особым случаям; Например, в 2005 году LinuxChix Africa организовала мероприятие, посвященное Дню свободы программного обеспечения, в Витватерсрандском университете.

## Лаборатории LinuxChix
Индийское отделение LinuxChix (также известное как IndiChix) возглавило инициативу по созданию лабораторий Linux в ряде городов Индии. Эти лаборатории предоставляют помещения, оборудованные компьютерами и подключенными к Интернету, где женщины могут больше узнать о Linux и внести свой вклад в сообщество разработчиков программного обеспечения Libre. Лаборатории начали работать в Бангалоре, Дели, Мумбаи и Пуне.